# Wagenrücklauf
Der Wagenrücklauf (englisch carriage return; Unicode: ␍, deutsch veraltet auch WR) ist auf Ausgabegeräten für Text die Anweisung, den Anfang der Zeile anzusteuern.

## Schreibmaschinen

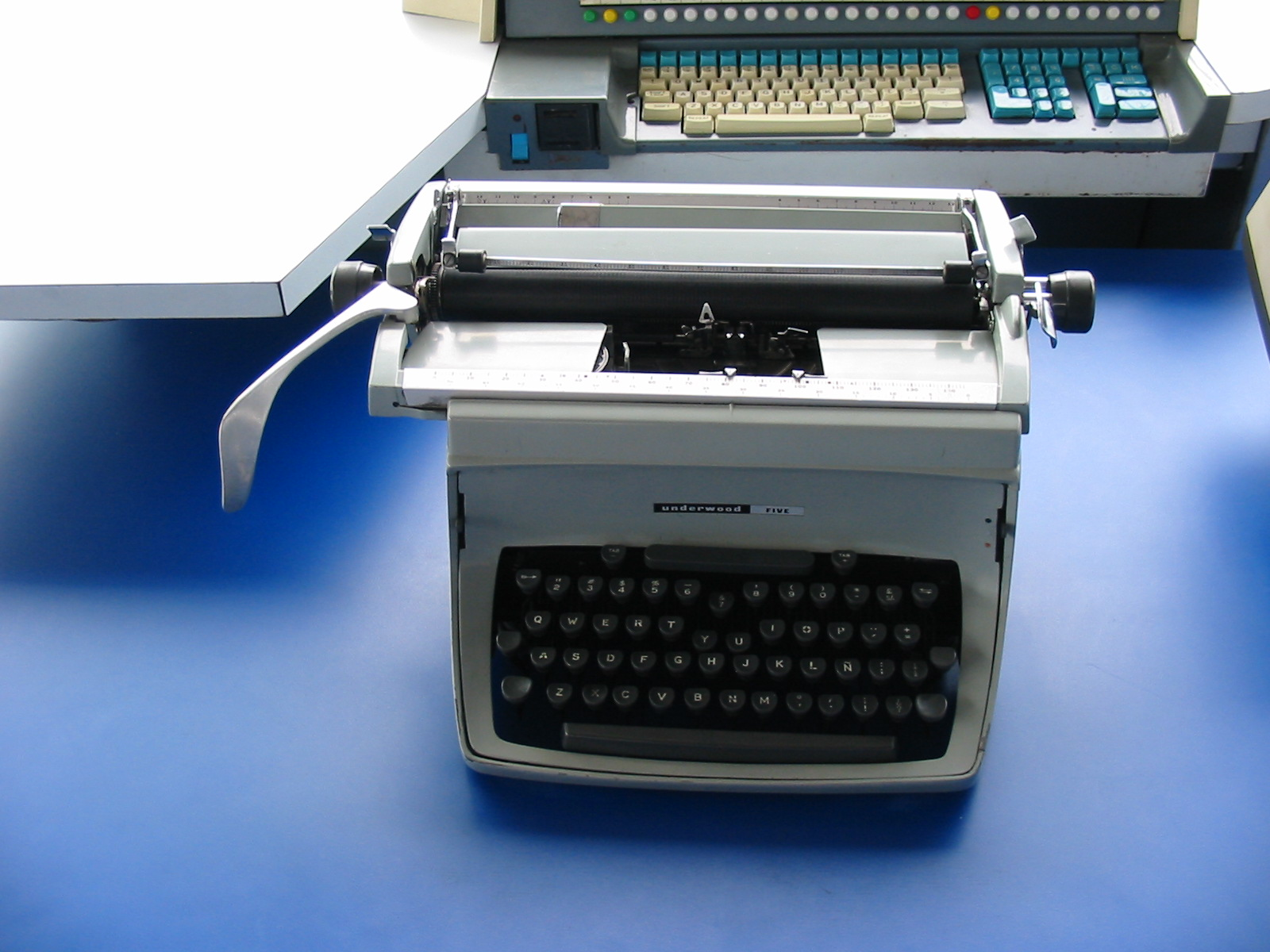
Schreibmaschine mit dem Zeilenschalthebel (links), der einen Wagenrücklauf bewirkt

Ursprünglich technisch bedingt gibt es bis heute in der Datenverarbeitung zwei verschiedene Interpretationen des Wagenrücklaufs. Bei Schreibmaschinen ist der Wagenrücklauf meistens mit dem Zeilenvorschub verbunden. Bei mechanischen Schreibmaschinen bewirkt das Drücken des Zeilenschalthebels an seinem Ende nach rechts einen Wagenrücklauf und einen Zeilenvorschub. Will man nur einen Wagenrücklauf, z. B. um Text zu unterstreichen (also die Eingabe von Unterstrichen in der gleichen Zeile), so muss man zum Beispiel den Zeilenschalthebel bei der Bewegung festhalten, damit er nicht zur Seite kippt oder die Rückführung mit dem dafür vorgesehenen geringeren Druck ausführen; der Zeilenvorschub wird dabei erst am Anschlag mit zusätzlichem Druck auf den Hebel ausgeführt. Bei elektrischen Schreibmaschinen gibt es oft zwei verschiedene Bedienmöglichkeiten.

## Fernschreiber

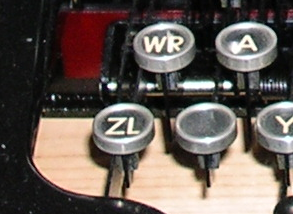
Zeilenvorschub- (ZL) und Wagenrücklauftaste (WR).
Siemens T37h Fernschreiber, 1950er Jahre.

Bei der Entwicklung der ersten mechanischen Fernschreiber gab es das Problem, dass für den Wagenrücklauf aufgrund der großen zu beschleunigenden Massen des Wagens mehr Zeit nötig ist, als durch die feste Datenübertragungszeit jedes Zeichens zur Verfügung steht. Um aus der Not eine Tugend zu machen, wurden dort Wagenrücklauf und Zeilenvorschub auf zwei verschiedene Tasten gelegt. Mit dem Erfolg, dass während des noch ablaufenden Wagenrücklaufs gefahrlos ein Zeilenvorschub durchgeführt werden kann. Wenn z. B. am Ende eines Absatzes eine Leerzeile nötig wird, tippt der erfahrene Fernschreiber dann Wagenrücklauf, Zeilenvorschub und Zeilenvorschub.

## Computer
In der digitalen Textverarbeitung bzw. -übertragung übernimmt diese Funktion die Rückführung der Schreibmarke (Einfügemarke, Cursor) an den Anfang der Zeile; sie wird durch das Steuerzeichen Carriage Return (kurz CR) übertragen. Gegebenenfalls wird in der modernen Datenverarbeitung am Computer zusätzlich die Einfügemarke eine Zeile nach unten gesetzt (Zeilenvorschub; englisch line feed, kurz LF) und damit ein Zeilenumbruch erzeugt, wenn die typografische Absatzmarke ¶ (Pilcrow) oder der harte Zeilenumbruch ↵ dargestellt werden soll. Auf PCs mit dem klassischen Mac OS als Betriebssystem (1984–2001) übernimmt CR die Funktion des Zeilenvorschubs.

## Zeichencodierung und Eingabe
Praktisch alle Zeichensätze sehen ein solches Steuerzeichen vor.
- Im ASCII-Zeichensatz, dem am weitesten verbreiteten und meistgenutzten Zeichensatz weltweit, wurde z. B. das Zeichen hexadezimal 0D bzw. dezimal 13 dafür vorgesehen.
- Im EBCDIC-Code ebenfalls hexadezimal 0D bzw. dezimal 13.
- Auch in Unicode gibt es den Wagenrücklauf (ebenfalls Codepoint 0D [hex.] bzw. 13 [dez.]), da ASCII vom Unicode-Konsortium aus Kompatibilitätsgründen komplett – einschließlich sämtlicher Steuerzeichen – übernommen wurde (Block Basis-Lateinisch).

Die übliche Abkürzung ist CR, oder auch \r als Escape-Sequenz.
In Textdarstellung (etwa Editoren unter UNIX) wird der Wagenrücklauf oft mit der Kombination aus dem Escape-Zeichen ^ und dem 13. Buchstaben des Alphabets M mit ^M angezeigt.
Der direkte ursprüngliche Tastaturbefehl „Gehe zum Zeilenanfang“ wird durch die Cursorsteuerung über die Taste Pos1 realisiert, da die Zwänge der mechanischen Abläufe entfallen.
Zur Eingabe eines Zeilenvorschubs siehe dort.